# Vista del monte Sinaí (El Greco)
Vista del monte Sinaí o Vista del monte Sinaí y el monasterio de santa Catalina es una obra atribuida a la etapa veneciana o romana del Greco.

## Introducción
A principios de 1570, el Greco residía en el Palacio Farnesio —en Roma— donde Fulvio Orsini era el bibliotecario y en cuyo inventario del año 1600 constan siete obras del Greco. Una de las cuales era una "vista del monte Sinaí ", que probablemente sea la presente tabla. Tal vez esta obra fuera pintada en Roma, o quizás el Greco la trajera allí consigo desde Venecia.

## Tema de la obra
Según el libro del Éxodo, Moisés recibió las tablas de la ley con los Diez Mandamientos en una montaña que habitualmente se identifica con el Sinaí —o monte Horeb—  al pie del cual se encuentra el monasterio de santa Catalina, importante lugar de peregrinación para la cristiandad oriental.

## Análisis de la obra

#### Datos técnicos y registrales
- Actualmente en Heraclión, Museo Histórico de Creta;[6]
- ¿Pintura al óleo? sobre tabla;
- Dimensiones: 41 x 47,8 cm, según Wethey (41x 47 cm, según Gudiol);[7]
- Datación: ca. 1550, según Wethey;
- Catalogado por Wethey con la referencia X-157 y por Gudiol con el n º.6;

Esta tabla es muy similar a la composición del mismo tema, en el reverso del Tríptico de Módena. Según Harold Wethey, no hay pruebas fehacientes de que se trate de la obra citada en el inventario de bienes de Fulvio Orsini.
El Greco tal vez se basó en algún grabado utilizado para ilustrar los libros de viajes del siglo XVI, impresos en Europa Occidental. Existen muchas similitudes entre la tabla del Greco y un grabado de Giovanni Battista Fontana (1524 - 1587), tanto en el paisaje como en los detalles. Las similitudes incluyen la caravana de peregrinos —esquina inferior derecha— el monasterio fortificado representado diagonalmente, la altura y la forma de los principales muros defensivos, y una pared exterior baja —lado derecho— protegiendo la entrada principal del monasterio. Sin embargo, hay diferencias: el grupo de viajeros a la izquierda está ausente en el grabado. Otra característica común es la abertura arqueada en una pared, en la cual —en el grabado— hay una figura que sube o desciende una cesta con una cuerda, detalle ausente en la obra del Greco. El pintor omite cualquier referencia a la entrega de las Tablas de la Ley a Moisés por parte de Dios, tal vez porqué estaba más interesado en la representación de un paisaje inusual, que en el propio episodio bíblico.

## Procedencia
- Alfonso Levi; Venecia (según Waterhouse)
- Colección Contini-Bonacossi; Roma.
- Barón F. Hátvany; Budapest.[1]